# ¡All-Time Quarterback!
¡All-Time Quarterback! var ett musikaliskt soloprojekt drivet mellan 1997 och 2002 av Ben Gibbard från Death Cab for Cutie och The Postal Service.

## Diskografi
Album
- The Envelope Sessions (kassett, 1999)

EP
- ¡All-Time Quarterback! (1999)

Samlingsalbum
- ¡All-Time Quarterback! (2002)